# اچ‌دی ۱۲۹۴۵۶
اچ‌دی ۱۲۹۴۵۶ یک ستاره است که در صورت فلکی قنطورس قرار دارد.